# Corrosion of Conformity
Corrosion of Conformity, ook bekend als COC is een Amerikaanse heavymetalband die bestaat sinds 1982. De groep geniet een grote populariteit onder Amerikaanse muzikanten en wordt met regelmaat gevraagd mee op tournee te gaan met bekende bands als Metallica, Megadeth, Soundgarden en Faith No More.

## Leden

### Huidige leden
- Woody Weatherman
- Mike Dean
- Pepper Keenan
- John Green

### Oud-leden
- Karl Agell
- Phil Swisher
- Simon Bob Sinister
- Eric Eycke
- Robert Stewart
- Benji Shelton
- Jimmy Bower
- Jason Patterson
- Reed Mullin

## Discografie

### Studioalbums
- Eye for an eye (1984)
- Animosity(1985)
- Blind(1991)
- Deliverance (1994)
- Wiseblood(1996)
- America's Volume Dealer (2000)
- In the Arms of God (2005)
- Corrosion of Conformity (2012)
- IX (2014)[1]

### Livealbums
- 'Live Volume' (2001)
- 'Corrosion of Conformity - Extended Versions' (2007)